# Phorbia omeishanensis
Phorbia omeishanensis är en tvåvingeart som beskrevs av Fan 1982. Phorbia omeishanensis ingår i släktet Phorbia och familjen blomsterflugor. Inga underarter finns listade i Catalogue of Life.